# Hoàng Văn Sâm
Hoàng Văn Sâm là một sĩ quan cấp cao trong Quân đội nhân dân Việt Nam, hàm Thiếu tướng, hiện là Phó Chánh Văn phòng Quân ủy Trung ương-Văn phòng Bộ Quốc phòng.

## Thân thế binh nghiệp
Năm 2013, ông được bổ nhiệm giữ chức Phó Chánh Văn phòng Quân ủy Trung ương-Văn phòng Bộ Quốc phòng.
Thiếu tướng (2015)